# Theridion weberi
Theridion weberi là một loài nhện trong họ Theridiidae.
Loài này thuộc chi Theridion. Theridion weberi được Tord Tamerlan Teodor Thorell miêu tả năm 1892.